# Arvo Haavisto
Arvo Haavisto   (Ilmajoki, 7 de març de 1900 - Ilmajoki, 22 d'abril de 1977) va ser un lluitador finlandès, especialista en lluita lliure, que va competir durant la dècada de 1920.
El 1924 va prendre part en els Jocs Olímpics de París, on guanyà la medalla de bronze en la competició del pes lleuger del programa de lluita. Quatre anys més tard, als Jocs d'Amsterdam, guanyà la medalla d'or en la competició del pes wèlter del programa de lluita.
En el seu palmarès també destaquen quatre títols nacionals: en pes wèlter, estil lliure, el 1925 i 1927; en pes lleuger, d'estil grecoromà, el 1925; i en pes mitjà, d'estil lliure, el 1926. En retirar-se passà a exercir d'entrenador i àrbitre. El 1936 fou àrbitre als Jocs de Berlín. Des de 1992 s'ha celebrat a Ilmajoki un torneig de lluita grecoromana que duu el seu nom.